# 尾上菊次郎 (2代目)

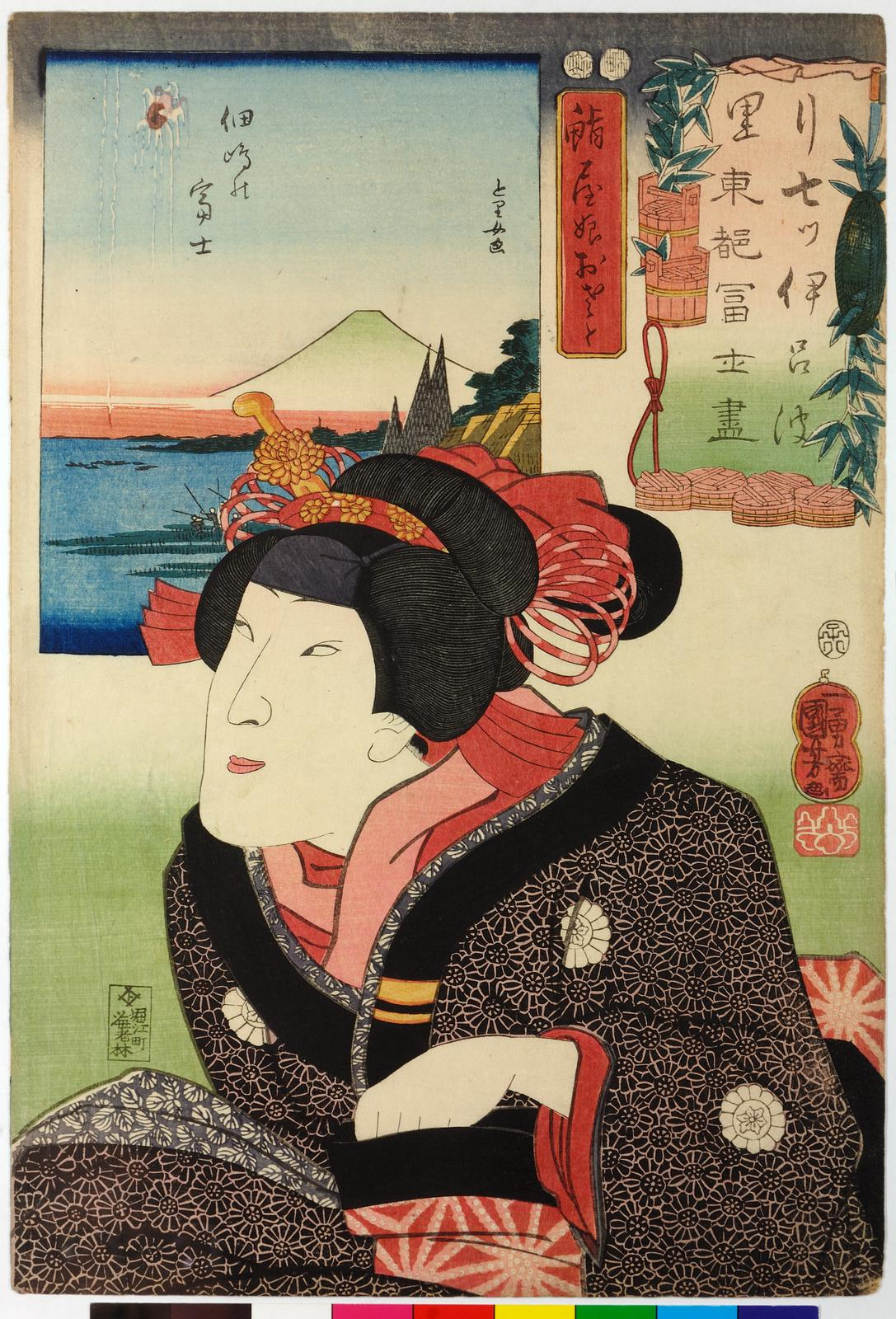
「七つ伊呂波東都冨士尽　り・里」　二代目尾上菊次郎の鮨屋娘おさと。歌川国芳画。

二代目 尾上菊次郎（にだいめ おのえ きくじろう、文化11年〈1814年〉 - 明治8年〈1875年〉6月14日）とは、幕末から明治の初めにかけて活躍した歌舞伎役者。俳名は梅花、屋号は音羽屋。

## 来歴
最初七代目片岡仁左衛門の門下に入り、片岡市松を名乗って上方の舞台に立つ。その後大坂で二代目中村富十郎の門下となって中村歌柳と改名し、宮芝居に若女形として出た。天保4年（1833年）、二代目中村三光と改名。翌年には名古屋に行き大須芝居に出る。天保6年江戸に下り、同年11月三代目尾上菊五郎の門下となり二代目尾上菊次郎を襲名、『菅原伝授手習鑑』のお八重を演じ評判をとった。その後二十二年間江戸に留まり舞台を勤める。安政4年（1857年）上方に戻り、同年1月大坂角の芝居に出て俳名の梅花にちなみ尾上梅花と名乗るが、同年5月京都北側芝居に出たとき名を菊次郎に戻した。文久元年（1861年）に再び江戸へ下り、幕末の女形として活躍。明治に入ると時代の流れについていけず地方巡業が多かった。享年62。
当り役に『佐倉宗吾』の女房おみねなど。また音曲を得意とした。その容貌について九代目市川團十郎は「妙なひょっとこ面」と述べているが、同時に「芸の妙に達せしため、自然と婦人の如く見え、果ては其の面の可笑しきさへも心にとまらぬ程になりたり」とも評している（『団洲百話』）。弟子に二代目尾上多賀之丞がいる。